# Steve Sheppard
Steven Bernard Sheppard, detto Steve (New York, 21 marzo 1954), è un ex cestista statunitense, professionista nella NBA e in Italia.

## Carriera
È stato selezionato dai Chicago Bulls al secondo giro del Draft NBA 1977 (30ª scelta assoluta).
Con gli Stati Uniti ha disputato i Giochi olimpici di Montréal 1976.

## Palmarès
- Coppa Intercontinentale: 1

Maryland Terrapins: 1974